# 12133 Titulaer
12133 Titulaer è un asteroide della fascia principale. Scoperto nel 1960, presenta un'orbita caratterizzata da un semiasse maggiore pari a 3,1469098 UA e da un'eccentricità di 0,1611787, inclinata di 5,14758° rispetto all'eclittica.